# Sivakorn Tiatrakul
Sivakorn Tiatrakul (Thai: ศิวกรณ์ เตียตระกูล, * 7. Juli 1994 in Saraburi), auch als Fei bekannt, ist ein thailändischer Fußballspieler.

## Karriere

### Verein
Seine fußballerische Laufbahn begann 2009 in den Juniorenmannschaften von Muangthong United in Pak Kret, wo er 2016 auch seinen ersten Profivertrag unterschrieb. 2013 wurde er an die Drittligisten Nakhon Nayok FC, wo er zehn Spiele bestritt, und an Look E-San FC ausgeliehen. Für Look Isan spielte er dreizehnmal. 2014 wurde er ebenfalls an einen Drittligisten, Customs United FC, ausgeliehen. Hier bestritt er 22 Spiele. 2015 ging es an die Ostküste zum Zweitligisten Pattaya United. Hier spielte er eine hervorragende Hinrunde, sodass Muangthong ihn für den Rest der Saison zurückholte. 2016 unterschrieb er einen Vertrag beim BEC-Tero Sasana FC in Bangkok. Für BEC-Tero spielte er 28-mal in der ersten Liga und schoss dabei neun Tore. 2017 wechselte er nach Nordthailand zum dortigen Erstligisten Chiangrai United. 2019 feierte er mit dem Verein aus Chiangrai die Thailändische Meisterschaft. 2017, 2018 und 2021 gewann er mit Chiangrai den FA Cup. Die Spiele um den Thailand Champions Cup gewann er 2019 und 2020. Den Thai League Cup gewann er 2018. Am 1. September 2021 spielte er mit Chiangrai um den Thailand Champions Cup. Das Spiel gegen den thailändischen Meister BG Pathum United FC im 700th Anniversary Stadium in Chiangmai verlor man mit 0:1. Im Mai 2021 verlängerte er seinen Vertrag bei Chiangrai um weitere fünf Jahre. Nach 182 Ligaspielen für Chiangrai wechselte er im Sommer 2024 zum ebenfalls in der ersten Liga spielenden BG Pathum United FC. Nach acht Ligaspielen wechselte er im Dezember 2024 auf Leihbasis zum Ligarivalen PT Prachuap FC. Für den Verein aus Prachuap bestritt er elf Ligaspiele. Nach der Ausleihe kehrte er im Sommer 2025 zu BG zurück.

### Nationalmannschaft
Von 2019 bis 2021 absolvierte Sivakorn Tiatrakul insgesamt 10 Partien für die thailändische A-Nationalmannschaft. Sein Länderspieldebüt gab er am 31. März 2019 bei einem Freundschaftsspiel gegen China in Nanning, das Thailand mit 1:0 gewann. Zuletzt spielte der Offensivakteur für die Auswahl bei der Südostasienmeisterschaft 2021 im Gruppenspiel gegen Singapur (2:0).

## Erfolge

### Verein
Look E-San FC
- Regional League Division 2 – Eastern Region: 2013

Chiangrai United
- Thailändischer Pokalsieger: 2017, 2018, 2020/21
- Thailändischer Ligapokalsieger: 2018
- Thailändischer Supercup-Sieger: 2018, 2020
- Thailändischer Meister: 2019

### Nationalmannschaft
Thailand
- Südostasienmeisterschaft: 2021